# Нічліжний будинок
Будинок нічного перебування також нічліжний будинок — заклад для організації ночівлі чи розміщення на ніч осіб без житла, безпритульних, чи осіб які опинились у складних життєвих обставинах, прийом яких не потребує попереднього медичного обстеження. Потреба у подібних закладах соціального захисту збільшується у холодну пору року. Розгортання та діяльність будинків нічного перебування координує місцева виконавча влада, вона ж отримує фінансування на їх утримання у межах коштів виділених на соціальний захист населення. Зазвичай, діяльність будинків нічного перебування регулюється типовими положеннями, затвердженими органами влади у сфері праці та соціальної політики.

## Діяльність
Основною метою діяльності нічліжного будинку є зменшення кількості осіб, які ночують на вулиці, вокзалах, підвалах, приймальних відділеннях лікарень. Зазвичай, така послуга надається повнолітнім. В залежності від країни, може встановлюватись різний порядок знаходження у такому будинку, тобто перебування може бути лімітованим до числа мешканців міста за місцем реєстрації, або бути не залежним від місця реєстрації. Можуть також встановлюватись ліміти за кількістю днів у році та кількості днів підряд, протягом яких можливе поселення, можливе як розміщення за символічну плату, так і тривале безплатне розміщення. В залежності від погодних умов у холодну пору року, можуть діяти інші норми. 
Зазвичай, встановлюються години прийому для заселення. Для безхатніх, в залежності від внутрішніх розпорядків встановлюється норма перебування, наприклад, з 6 вечора до 8 ранку. В інший час потрібно залишити приміщення: вирушити на роботу або зайнятися особистими справами. Вагома причина залишитися «вдома» - лікарняний і міцні морози. Цілодобово перебувати в тимчасовому притулку дозволено інвалідам та немічним пенсіонерам.

## Структура
У нічліжному будинку може бути облаштована чергова частина, адміністративне приміщення, спальні кімнати для чоловіків і жінок, душова, пральня, дезкамера, медичний ізолятор, камера схову для особистих речей, телевізор. За рішенням засновників додатково можуть бути облаштовані банк вживаного одягу як волонтерська допомога, їдальня або буфет, перукарня тощо. Для забезпечення громадського порядку в будинку нічного перебування створюється цілодобовий пост міліції, що утримується коштом бюджетів національно - державних і адміністративно - територіальних утворень.

## Поширеність
Декілька будинків подібного типу діють в Україні у Києві, Львові, Запоріжжі, більше 20-ти років подібний будинок працював в Кривому Розі (закритий у 2018), у м. Дружківка, Донецької області.